# Retroceder nunca, rendirse jamás
No Retreat, No Surrender, conocida en partes de Hispanoamérica como El desafío y en otras (junto con España) como Retroceder nunca, rendirse jamás, es una película estadounidense-hongkonesa de acción de 1985 dirigida por Corey Yuen y protagonizada por Kurt McKinney como Jason Stillwell, el protagonista, y Jean-Claude Van Damme como Ivan el Ruso Kraschinsky, el antagonista. El filme fue filmado entre 1984 y 1985; pero no se estrenó hasta el 2 de mayo de 1986 en Estados Unidos, mientras que en Italia tuvo su estreno el 20 de octubre de 1985. Fue estrenada en Europa como Karate Tiger.
Al momento de su estreno, Retroceder nunca, rendirse jamás recibió mayormente críticas negativas (principalmente por tener una trama similar a Karate Kid). Sin embargo, fue un éxito de taquilla en Estados Unidos y aún más en Latinoamérica, donde generalmente se le atribuye una buena parte de su estreno gracias al impacto y popularidad de su título (el cual no es una traducción literal del original en inglés), el cual incluso se volvió una frase popular. Actualmente es considerada como una película de culto.

## Argumento
Jason Stillwell es un joven estudiante de karate y fanático de Bruce Lee que entrena en el dojo de Tom, su padre, en Sherman Oaks, California. Una noche, después de una sesión de entrenamiento, el dojo recibe la visita de miembros de un sindicato del crimen organizado de Nueva York que busca apoderarse de todos los dojos del país. Después de rechazar unirse a la organización y derrotar a uno de sus peleadores, otro karateca llamado Ivan el Ruso Krachinsky, le rompe la pierna a Tom. Jason intenta vengarse, pero el Ruso lo domina fácilmente. Tom desalienta cualquier esfuerzo adicional y le dice a su hijo que pelear no es la respuesta.
Lisiado y temiendo por la seguridad de su familia, Tom decide abandonar su negocio y mudarse a Seattle, para atender un bar. Jason conoce a un muchacho de su vecindario llamado RJ Madison y se hacen buenos amigos, este lo ayuda a cumplir uno de sus sueños al llevarlo hasta la tumba de Bruce Lee para presentar sus respetos. Jason se reúne con su antigua novia Kelly Riley, que vive en el barrio con su hermano, Ian Whirlwind Riley, el recién coronado campeón nacional de karate de Estados Unidos y dueño del dojo Seattle Sidekick. A pesar de esto, Jason tiene dificultades para adaptarse, ya que él y RJ son constantemente golpeados y acosados por matones locales, liderados por un chico obeso llamado Scott y el arrogante artista marcial Dean Shooting Star Ramsay, esto le trae problemas con su padre, quien tras el incidente con el Ruso rechaza todo tipo de violencia, por lo que ve como algo reprobable los intentos de Jason de defenderse o proteger a sus amigos. 
Durante la fiesta de cumpleaños de Kelly, Jason es golpeado y humillado por Scott y Dean, quien estaba molesto por lo cercanos que eran, ya que pretende seducir a la joven; creyendo que Kelly solo lo invitó para reírse de él, Jason se marcha y rompe contacto con ella. Al mismo tiempo Ian comienza recibir llamadas amenazantes de la mafia neoyorkina y posteriormente lo citan en su dojo en un intento de reclutarlo y apoderarse de su local.
Descorazonado, Jason visita la tumba de Bruce Lee y le pide ayuda. Más tarde esa noche, al ver los golpes en el rostro de su hijo, Tom asume que hizo algo indebido y tienen una acalorada discusión sobre las artes marciales donde Jason lo llama cobarde por huir del sindicato, resentido, Tom destruye los recuerdos de Bruce Lee de Jason en el garaje. 
RJ, enterado de la situación, lo ayuda a trasladar su equipo de entrenamiento a una casa abandonada cercana durante la madrugada. Una vez solo en el lugar, Jason atestigua como se manifiesta allí el espíritu de Bruce Lee; este ofrece enseñarle su técnica recordándole, al igual como hacía su padre en el pasado, que solo debe usarse para defensa. Bajo la tutela de Lee, Jason practica por semanas acondicionando su cuerpo, aprendiendo técnicas de kung-fu y sobre todo desarrollando una mentalidad adecuada para ver las artes marciales como una filosofía de vida. Una noche Bruce exige a Jason aprender a dar una patada vertical mientras su otra pierna esta inmovilizada por su oponente; aunque Jason inicialmente no es capaz, el espíritu le muestra que debe erradicar las ideas de fracaso de su mente, con lo cual el muchacho logra realizar esta técnica. Tras esto Bruce Lee abandona el lugar y Jason comprende que su tutelaje ha terminado, por lo que continúa practicando y refinando por su cuenta lo aprendido de su ídolo, pasando de ser un luchador por debajo del promedio a un artista marcial superior.
Una tarde Jason va a recoger a Tom a la salida de su trabajo, debiendo protegerlo de un borracho problemático al que le prohibió la entrada anteriormente y que ahora lo emboscó con un grupo de amigos en venganza. Tras derrotar al grupo y hacerlo huir, padre e hijo se reconcilian mientras Tom acepta que hay ocasiones en que defenderse es inevitable. Poco después RJ lleva a Jason a una fiesta donde, con la ayuda de sus amigos, propicia que él y Kelly se reconcilien e inicien su relación de nuevo.
Más tarde, Jason, Tom y RJ asisten a un torneo anual de kickboxing entre los Seattle Sidekicks y los Manhattan Maulers. Antes de que comience la contienda, el sindicato neoyorkino interrumpe el evento y desafía a que el trío de los Sidekicks enfrente uno a uno al Ruso e intenten derrotarlo a cambio del control de la ciudad, cosa que Ian acepta a pesar de las advertencias de Jason. 
Ivan rápidamente y sin esfuerzo acaba con sus dos primeros oponentes al primer round, entre los que estaba Dean, por lo que el representante del sindicato decide aumentar la provocación señalando que el ganador de la última pelea se llevará todo. Ian demuestra ser un peleador a la altura de Ivan, quien no logra sacar ventaja hasta el segundo round, donde comienza a usar movimientos ilegales hasta convertir la pelea en una golpiza unilateral a pesar de los intentos de los amigos de Ian por protegerlo.
Cuando Kelly intenta ayudar a su hermano, el Ruso la agrede y Jason interviene. Utilizando su entrenamiento avanzado, el muchacho demuestra su superioridad sobre Ivan a pesar de que este intenta los mismos trucos que usó contra Ian, finalmente el Ruso inmoviliza la pierna de Jason intentando lesionarlo igual que a su padre, pero el joven utiliza el último movimiento que Bruce Lee le enseñó para aturdirlo con una patada en la quijada y posteriormente hacerlo caer inconsciente fuera del ring. Finalmente, el frustrado sindicato neoyorkino abandona Seattle mientras los espectadores ovacionan a Jason.

## Reparto
| Personaje                 | Protagonista          | Actor de doblaje (Venezuela ) |
| ------------------------- | --------------------- | ----------------------------- |
| Jason Stilwell            | Kurt McKinney         | Eduardo Bastidas              |
| Ivan Kraschinsky, el Ruso | Jean-Claude Van Damme | Salomón Adames                |
| R. J. Madison             | J. W. Fails           | ¿?                            |
| Kelly Reilly              | Kathie Sileno         | Rossana Cicconi               |
| Sensei Lee                | Tai Chung Kim         | Salomón Adames                |
| Scott                     | Kent Lipham           | Domingo Moreno                |
| Ian Reilly                | Ron Pohnel            | Armando Valerio               |
| Dean Ramsay               | Dale Jacoby           | ¿?                            |
| Frank Peters              | Peter Cunningham      | Arístides Aguiar              |
| Tom Stillwell             | Timothy D. Baker      | ¿?                            |
| Sra. Stillwell            | Gloria Marziano       | Yulika Krausz                 |
| Paul Oswell               | Trevor                |                               |

Una película de culto que marca el ingreso de Jean-Claude Van Damme a la pantalla gigante.

## Recepción
La película recaudó USD 5 000 000 en la taquilla de Estados Unidos, dando lugar a 2 secuelas: No Retreat, No Surrender 2: Raging Thunder y No Retreat, No Surrender 3: Blood Brothers (1990). A pesar de su éxito, este fue moderado en comparación con películas similares de la época, como Rocky o la trilogía de Karate Kid. En las salas españolas, se estrenó el 27 de junio de 1986, recaudando 234 566 pesetas.